# Roa (Côte d'Ivoire)
Pour les articles homonymes, voir Roa.
Roa est une localité située dans le Sud-Ouest de la Côte d'Ivoire et appartenant au département de Soubré, dans la Région de Sud-Comoé. La localité de Roa est un chef-lieu de commune.